# Česká Kamenice
Česká Kamenice (tjekkisk udtale: [ˈtʃɛskaː ˈkamɛɲɪtsɛ] ; tysk: Böhmisch Kamnitz) er en by i regionen Ústí nad Labem i Tjekkiet med  omkring 5.100 indbyggere. Den historiske bymidte er velbevaret og er beskyttet ved lov som en urban monumentzone.
Landsbyerne Dolní Kamenice, Filipov, Horní Kamenice, Huníkov, Kamenická Nová Víska, Kerhartice, Líska, Pekelský Důl og Víska pod Lesy er administrative dele af Česká Kamenice.

## Geografi
Česká Kamenice ligger omkring 13 km  øst for Děčín. Kommunens område er bakket og strækker sig ind i tre geomorfologiske regioner: Lausitzer Gebirge, Böhmiske Mittelgebirge og Elbsandsteingebirge. Det højeste punkt er Studenec-bakken på 737 meter over havets overflade.
Floden Kamenice og flere bække løber gennem Česká Kamenice.

## Historie
Den første skriftlige omtale af Česká Kamenice er fra 1352. Byen blev grundlagt ved krydset mellem to stier, den såkaldte " Bøhemvejen" og " Lausitzvejen", sandsynligvis i området for en ældre slavisk bosættelse. Den blev grundlagt før 1283, sandsynligvis i 1270'erne under kong Ottokar 2.'s regeringstid, hvor koloniseringen af regionen hovedsageligt kulminerer med bosættere fra nabolandet Sachsen.

### Koncentrationslejr
I foråret 1944 blev Rabstein-underlejren i Flossenbürg koncentrationslejr oprettet her, med en kapacitet på 600 fanger. I slutningen af krigen var 1.500 fanger fængslet i lejren. Lejren skaffede arbejdere til den nærliggende underjordiske flyfabrik i byen Janská, 3 km vest for Česká Kamenice. Antallet af indsattes død kendes ikke på grund af ødelæggelsen af al lejrdokumentation. Fundamentet af lejrbygningerne er stadig synlige sammen med et mindesmærke og en historisk oversigt.

## Seværdigheder
Míru-pladsen og dens omgivelser udgør den historiske bymidte. Renæssancefontænen af sten på pladsen er fra 1574. De vigtigste vartegn i centret er Sankt Jakob den Stores Kirke, Den evangeliske kirke, Pilgrimskapellet for Jomfru Marias fødsel, Kamenice Chateau og Salhausen Chateau. Der er mange bevarede huse i nyklassisk stil og jugendstil.
På grund af de naturlige forhold er der flere klippe-udsigtspunkter i området. På Studenec er der et udsigtstårn af jern fra 1888, et teknisk monument. En ruin af Česká Kamenice Slot er bevaret på Zámecký-bakken, i dens lokaler er der et udsigtstårn af træ.
Resterne af koncentrationslejren og den underjordiske flyfabrik indeholder en udstilling og er under visse betingelser åbne for offentligheden.

## Galleri
- Sankt Jakob den Stores Kirke
- Pilgrimskapellet for Jomfru Marias fødsel
- Salhausen Chateau
- Kamenice Slot
- Rabštejn underjordiske fabrik
- Observationstårnet Studenec